# The Great Radium Mystery
The Great Radium Mystery er en amerikansk stumfilm fra 1919 af Robert B. Broadwell og Robert Hill.

## Medvirkende
- Cleo Madison som grevinne Nada
- Bob Reeves som Jack Turner
- Eileen Sedgwick som Gloria Marston
- Bob Kortman
- Ed Brady som Frank Bird